# 獅島 (地質學群島)
獅島（英語：Lion Island, Géologie Archipelago），是南極洲的島嶼，處於佩特雷爾島東北面0.4公里，屬於地質學群島的一部分，由法國探險隊測量和命名，現時由南極條約體系管理。